# Frémainville
Frémainville är en kommun i departementet Val-d'Oise i regionen Île-de-France i norra Frankrike. Kommunen ligger i kantonen Vigny som tillhör arrondissementet Pontoise. År 2022 hade Frémainville 502 invånare.

## Befolkningsutveckling
Antalet invånare i kommunen Frémainville
| Referens: INSEE |